# Festuca vizzavonae
Festuca vizzavonae är en gräsart som beskrevs av Karl Carl Ronniger. Festuca vizzavonae ingår i släktet svinglar, och familjen gräs. Inga underarter finns listade i Catalogue of Life.